# Cobscook Bay State Park

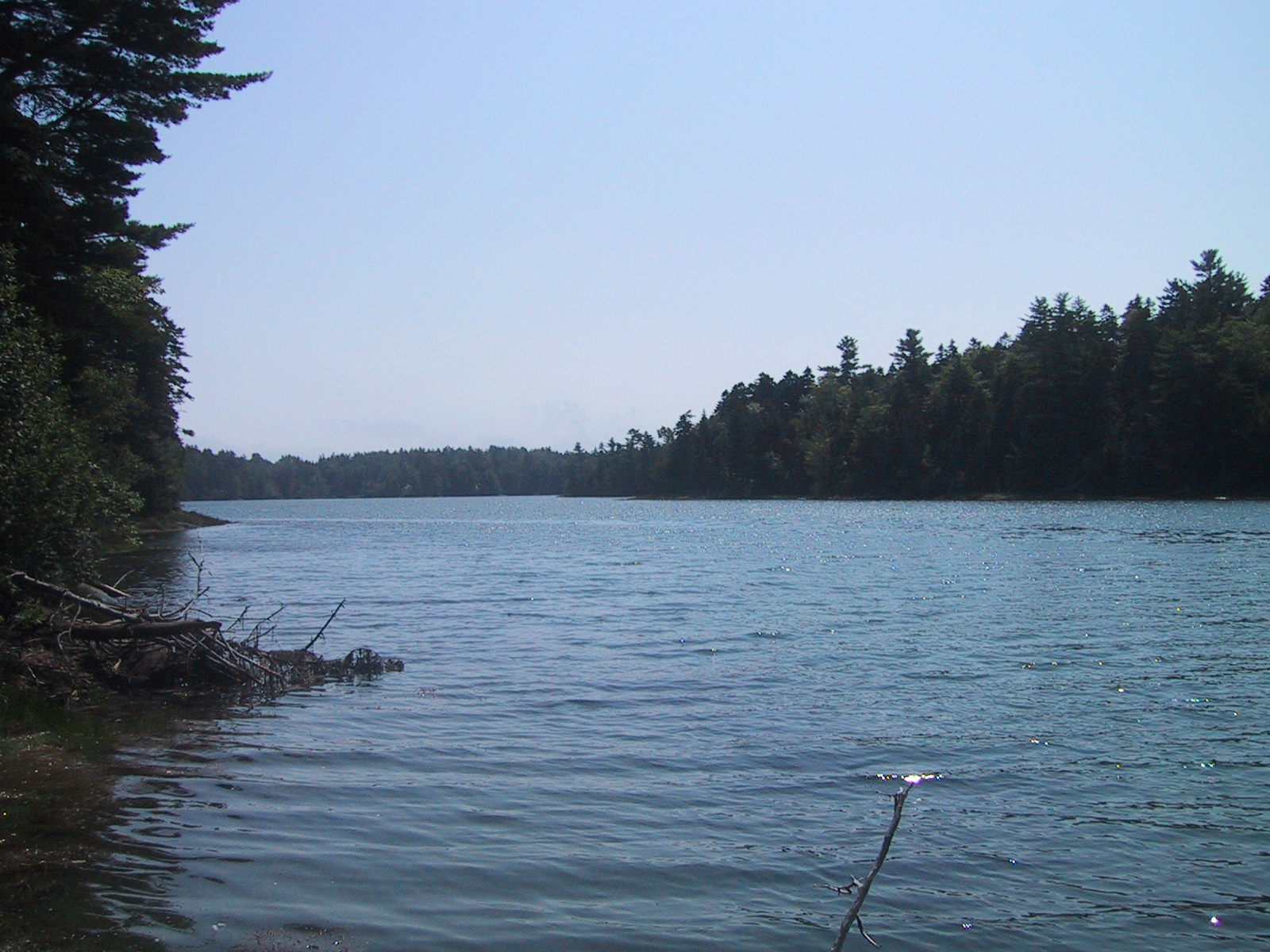
Broad Cove im Cobscook Bay State Park bei Flut

Der Cobscook Bay State Park ist ein State Park im Washington County im US-Bundesstaat Maine. Der 359 Hektar große Park liegt sechs Kilometer südlich von Dennysville auf einer Halbinsel in der Cobscook Bay.  

## Geographie
Die Cobscook Bay ist ein ungewöhnliches Mündungsgebiet mit nur einem schmalen Zugang zum offenen Meer, einer langen und gewundenen Küstenlinie sowie relativ wenigen Zuflüssen. Der Tidenhub in der Cobscook Bay beträgt durchschnittlich sieben Meter und kann bis zu 8,5 Metern erreichen, während er sonst an der Küste von Maine durchschnittlich 2,7 Meter beträgt. Das Gebiet des Parks wurde geologisch zuerst 1885 von Nathaniel Shaler erforscht, der erkannte, dass die Landschaft durch drei Naturgewalten geformt wurde: durch die mächtigen Gezeiten, durch vulkanisches Gestein und durch die Vergletscherung während der Eiszeiten. Die im Park vorkommenden Tuff-Brekzien werden geologisch dem Silur zugeordnet und sind somit bis zu 420 Millionen Jahre alt. Die Oberfläche wurde durch die letzten Eiszeiten vor etwa 12 bis 18.000 Jahren geformt. Durch die hohen Gezeiten und die geringe Wasserzirkulation in der Bucht lagert sich Schlick ab, in der Whiting Bay wurden Schlickdicken von bis 28 Metern gemessen.

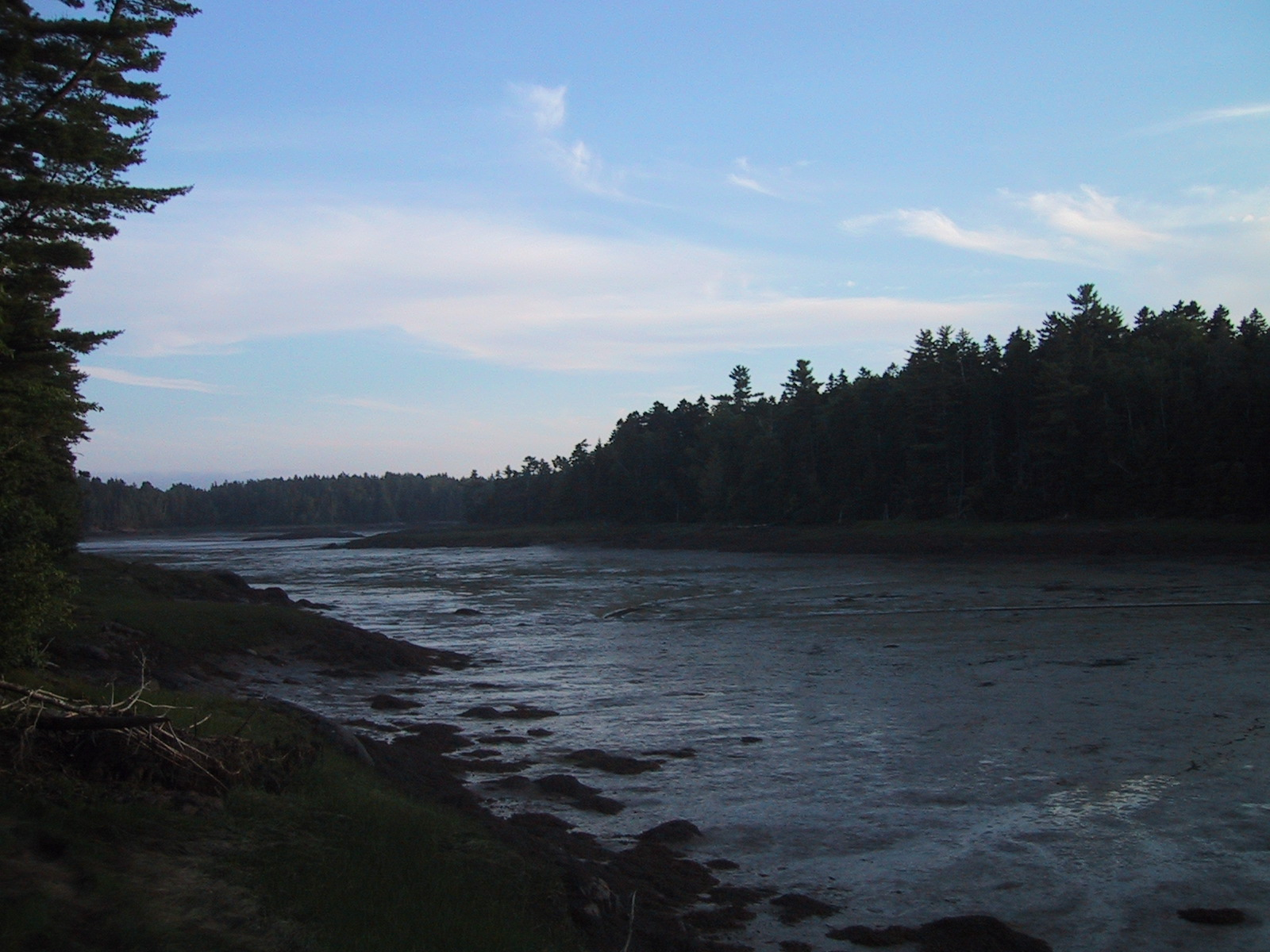
Broad Cove bei Ebbe

## Flora und Fauna
Das aus dem Golf von Maine zufließende nahrungsreiche Wasser ist sehr planktonreich, wodurch die Cobscook Bay eine reiche Meeresfauna von Muschen, Krebsen und Schalentieren, Heringen, Meerforellen, Felsenbarschen und atlantischem Lachs besitzt. Weißkopfsee- und Fischadler, Seehunden, Fischotter und gelegentlich sogar Bären dient die Bucht zur Nahrungssuche. Insgesamt kommen im Park über 200 Vogelarten vor. Die Cobscook Bay ist im Frühjahr und im Herbst Park Rastplatz von Tausenden von Zugvögeln, Höhepunkt des Vogelzugs ist Ende August bis Anfang September. In den inneren Buchten überwintern Dunkelenten und Maines größte Population von Weißkopf-Seeadlern. Vom späten Mai bis Juli sind Gnitzen und andere Stechmücken sehr häufig.

## Geschichte
Der Name Cobscook kommt aus der Sprache der Native Americans vom Stamm der Maliseet-Passamaquoddy und bezeichnet „kochende Tide“ wegen des hohen Tidenhubs. Das Parkgebiet gehört zum Moosehorn National Wildlife Refuge, das 1937 gegründet wurde. 1964 bot die Verwaltung des Schutzgebiets dem Staat Maine die kostenlose und unbefristete Überlassung eines an der Whiting Bay geschaffenen Erholungsgebiets an. Das Parlament von Maine stimmte zu und der Cobscook Bay State Park wurde gegründet.

## Touristische Anlagen
Der Besuch des Parks ist gebührenpflichtig. Der Park verfügt über einen Campingplatz mit 100 Stellplätzen, sanitären Anlagen, einen Picknickbereich und einen Bootssteg. Der Park ist vom 15. Mai bis 15. Oktober geöffnet. Durch den Park führen zwei kurze Spazierwege, die entlang der Küste und zu Aussichtspunkten führen. 